# Premiul
Premiul este un film românesc de scurtmetraj din 1988 regizat de Radu Caranfil cu Magda Catone în rolul principal. A fost distribuit pe ecrane împreună cu alte două scurtmetraje  Fără lumini de poziție (regia Mihnea Columbeanu) și Podul (regia Valeriu Drăgușanu) în lungmetrajul Autostop.

## Distribuție
Distribuția filmului este alcătuită din:
- Marioara Sterian
- Magda Catone